# Спектральна теорема
Спектральна теорема — в лінійній алгебрі та функціональному аналізі, певні результати для лінійних операторів щодо їх діагоналізації.
В загальному випадку, спектральна теорема про комутативні C*-алгебри.

## Нормальні оператори в Гільбертових просторах
Спектральна теорема застосовується до нормальних операторів в Гільбертових просторах.
Вона дає канонічну декомпозицію по власних підпросторах векторного простору в якому вона діє.
Якщо лінійний оператор {\displaystyle \ A} діє в векторному просторі {\displaystyle \ V,} тоді позначимо через:
{\displaystyle V_{\lambda }=\{\,v\in V:\;Av=\lambda v\,\}} — власний підпростір, що відповідає власному значенню {\displaystyle \ \lambda }
{\displaystyle \ P_{\lambda }} — ортогональний проєктор на {\displaystyle \ V_{\lambda }.}
Тоді:
- {\displaystyle V=V_{\lambda _{1}}\oplus \ldots \oplus V_{\lambda _{k}}} — простір представляється як пряма сума власних підпросторів {\displaystyle \ V_{\lambda }}  (тобто, власні підпростори є ортогональними).
- {\displaystyle A=\lambda _{1}P_{\lambda _{1}}+\ldots +\lambda _{m}P_{\lambda _{m}}} — лінійний оператор виражається через лінійну комбінацію ортогональних проєкторів.

Для простору нескінченної розмірності
{\displaystyle A=\int _{\sigma }\lambda P(d\lambda )}
де σ — спектр A, а P — ідемпотентний оператор.
Спектральна теорема є частковим випадком декомпозиції Шура та частковим випадком SVD.